# Za minutę pierwsza miłość
Za minutę pierwsza miłość – powieść młodzieżowa Hanny Ożogowskiej z roku 1972, wydana po raz pierwszy w serii Klub Siedmiu Przygód przez wydawnictwo Nasza Księgarnia.
Ciąg dalszy powieści Głowa na tranzystorach. Akcja toczy się w siódmej klasie szkoły podstawowej. Rozpoczynają się pierwsze miłości, zawiązują się pierwsze pary. Jednocześnie toczy się normalne, szkolne życie, wypełnione nauką, marzeniami i kłopotami z nauczycielami w szkole.